# 新潟県道487号姫川港線
新潟県道487号姫川港線（にいがたけんどう487ごう ひめかわこうせん）は、新潟県の糸魚川市内を通る一般県道である。

## 概要
姫川港と国道8号とを結ぶ。沿道には住宅が密集している。
姫川港の中央埠頭地区を南側に回る臨港道路1号線を介して新潟県道486号姫川港青海線とも結ばれている。しかし、両県道は幅員狭小や交通規制のため大型車両の往来には適さず、同港南東の臨港道路2号線および同港南西の臨港道路3号が国道8号と接続し、姫川港と連絡している。

### 路線データ
- 起点：新潟県糸魚川市大字寺島字ボフシ作773番2[2]
- 終点：新潟県糸魚川市大字寺島字一ツ屋1658-10

## 路線状況
全区間、アスファルトの高級舗装が施されている。
規格改良がほとんど進まず、全体の約98 %（0.4382 km＝438.2 m）は未改良である。また、未改良区間のうち約90.7 %（0.3976 km＝397.6 m）の車道の幅員は3.5 m以上5.5 m未満である。幅員が3.5 mに満たない区間も0.0105 km（＝10.5 m）存在する。歩道は0.0074 km（＝7.4 m）整備されている。

## 地理

### 通過する自治体
- 新潟県
  - 糸魚川市

### 交差する道路
- 国道8号（糸魚川市寺島・寺島交差点）

### 沿線
- 姫川港
- 姫川みなと公園
- 夕日ヶ丘公園